# Fermat-prímek
Olyan Fermat-számok, amelyek prímek; tehát Fn=22n+1 alakú prímszámok. Összesen öt ismeretes: F0=3, F1=5, F2=17, F3=257, F4=65537.
Fermat felállította azt a sejtést, hogy minden ilyen alakú szám prímszám. Euler Goldbach leveléből értesülve erről, 1732-ben, 25 éves korában, első számelméleti cikkében (amit a következő 51 évben számos követett) megcáfolta ezt, kimutatva, hogy 641 osztja F5-öt.
További nevezetességet nyertek e prímszámok azáltal, hogy 1796. március 30-án Gauss bebizonyította, hogy a szabályos 17-szög és általában minden m-szög, ahol m Fermat-prím, körzővel és vonalzóval megszerkeszthető. A 19 éves Gauss ekkor kezdte naplóját e szavakkal: „Principia quibus innitur sectio circuli, ac divisibilitas eiusdem geometrica in septemdecim partes…” Disquitiones Arithmeticae című könyvében azt is állította, hogy tétele megfordítását is igazolta, tehát hogy a szabályos n-szög pontosan akkor szerkeszthető, ha n páratlan prímtényezői valamennyien Fermat-prímek és mind csak az első hatványon szerepel. Annak bizonyítását azonban sosem publikálta, jegyzeteiben sem találták meg, ezért valószínűleg ilyennel nem rendelkezett. (A modern algebra eszközeivel ez könnyen igazolható. Ha a szabályos n-szög szerkeszthető, akkor az n-edik primitív egységgyök benne van a racionális számtest egy 2-hatvány fokú bővítésében, tehát maga is 2-hatvány fokú, márpedig foka az n-edik körosztási polinom foka, ami φ(n). Az Euler-féle φ-függvény tulajdonságaiból levezethető, hogy n csak az említett alakú lehet.)
Bizonyos heurisztikus érvelések alapján általánosan elfogadott az a vélemény, hogy nincs több Fermat-prím, de legalábbis csak véges sokan vannak. Bár a Fermat-prímek véges számának sejtése valószínűleg igaz, de egyelőre nem ismeretes rá bizonyítás, és kétséges az is, hogy lesz-e valaha, létezik-e egyáltalán formális igazolása.